# Violez les otages !

Violez les otages (titre original :  Le evase - Storie di sesso e di violenze) est un film italien réalisé par Giovanni Brusatori (it), sorti en 1978.

## Synopsis
Avec l'aide de son frère, Monica Hadler, une dangereuse terroriste, s'évade de prison en compagnie de trois codétenues, Betty, Diana et Erica. Le groupe prend en otage un groupe de jeunes femmes qui se rendent en autocar à un tournoi de tennis, puis investit une villa où le frère de Monica, grièvement blessé, peut être soignée par une des otages, Claudine, étudiante en médecine.
Se constitue alors une sorte de microcosme ou s’exacerbent les rapports sociaux. Entre rapports de force, domination et violences sexuelles, fascination et revendications politiques, les rapports se tendent entre les otages, les évadées et les forces de l'ordre, jusqu'à tourner au carnage...

## Fiche technique
Sauf indication contraire, les informations mentionnées dans cette section peuvent être confirmées par la base de données cinématographiques IMDb,  présente dans la section « Liens externes ».
- Titre : Violez les otages[1]
- Titre original : Le evase - Storie di sesso e di violenze
- Réalisation : Giovanni Brusadori (sous le pseudonyme de Conrad Brughels)
- Scénario : George Eastman • Giovanni Brusadori • Bruno Fontana
- Montage : Pierluigi Leonardi
- Son : Roberto Carlevaro
- Photographie : Sebastiano Celeste
- Assistant réalisateur : Donatella Botti
- Décors : Pier Dante Longanesi
- Costumes : Vera Cozzolino
- Coiffure : Corrado Cristofori
- Maquillage : Lamberto Marini
- Musique : Giuseppe Caruso
- Directeur de production : Roberto Carlevaro
- Producteurs : Bruno Fontana • Aldo Maglietti • Dick Randall
- Société de production : Cinema 13 Cooperativa
- Pays d'origine : Italie
- Format : Couleurs - Son mono
- Genre : Giallo
- Durée : 78 minutes
- Lieux de tournage : Salsomaggiore Terme, Province de Parme
- Dates de sortie : 
  -  Italie : 18 août 1978
  -  France : 16 mars 1983

## Distribution
- Lilli Carati : Monica Hadler
- Marina Daunia : Diana (comme Marina D'Aunia)
- Artemia Terenziani : Betty
- Ada Pometti : Erica
- Franco Ferrer : le chauffeur du car
- Dirce Funari : Claudine, une otage (comme Patrizia Funari)
- Ines Pellegrini : Terry, une otage
- Zora Kerowa : Anna, une otage  (comme Zora Keer)
- Angela Doria : Doreen, une otage
- Filippo De Gara : le juge, propriétaire de la villa (comme Filippo Degara)

## Sources
- (it) Cet article est partiellement ou en totalité issu de l’article de Wikipédia en italien intitulé « Le evase - Storie di sesso e di violenze » (voir la liste des auteurs).